# Crash Landing
Crash Landing é o oitavo álbum de estúdio, e o quinto álbum póstumo, do guitarrista estadunidense Jimi Hendrix. É o primeiro álbum do Hendrix produzido por Alan Douglas.

## Faixas
Lado A
1.	"Message to Love"  	3:14

2.	"Somewhere Over the Rainbow" (Correct title: "Somewhere")	3:30

3.	"Crash Landing"  	4:14

4.	"Come Down Hard on Me"  	3:16
Lado B

1.	"Peace in Mississippi"  	4:21

2.	"With the Power" (Correct title: "Power Of Soul")	3:28

3.	"Stone Free Again"  	3:25

4.	"Captain Coconut"  	4:06

## Críticas
Este disco é bastante controverso, uma vez que o produtor Alan Douglas de chamou músicos que nunca se encontraram com Hendrix para adicionar guitarra, baixo, bateria e vozes às faixas inacabadas que foram encontradas nos arquivos do Hendrix, a fim de dar um aspecto mais polido às músicas. Por isso, o crítico musical Jesse Thompson, da revista Maxim chamou este álbum de "Worst Posthumously Released Album" (O pior álbum póstumo da história)